# 石场苗族彝族乡
石场苗族彝族乡是中华人民共和国贵州省毕节市金沙县下辖的一个民族乡。

## 行政区划
石场苗族彝族乡下辖以下村级行政区划单位：
朝阳社区、红旗社区、文兴村、新街村、构皮村、柏杨村、大木村、马鞍山村、茶树沟村、中心村、青木村和鹿崽楼村。